# Berdorf
Berdorf (lucembursky Bäedref, francouzsky Berdorf, německy Berdorf) je obec v Lucembursku ležící v kantonu Echternach. Obec má asi 1916 obyvatel a rozkládá se na ploše 2193 ha.

## Historie
Archeologické nálezy dokazují, že oblast byla osídlena již době Keltů. Jméno obce je odvozeno od jména Bero, které nesl majitel jednoho z římských domů, které zde stály asi v 5. století. Dnes bychom tedy Berdorf mohli přeložit jako Berova vesnice. Ve středověku Berdorf patřil pod správu befortských rytířů. V pozdějších dobách celou oblast, coby regent, spravoval francouzský král Ludvík XIV., který přinesl do Berdorfu klidná léta rozvoje po třicetileté válce. Vídeňským kongresem byly upraveny hranice obce, čímž se k obci připojily bývalé osady Bollendorf-Brück a Weilerbach. V 19. století stoupl počet obyvatel na 1000 a tento počet si obec uchovala až dodnes.
Díky stavbě železnice podél řeky Sûre přišli do regionu turisté, takže dnes je i v tak malé obci několik autokempů.

## Místní části
- Berdorf
- Bollendorf-Pont
- Grundhof
- Kalkesbach
- Weilerbach

## Obyvatelstvo
Ke 31. prosinci 2011 žilo v obci Berdorf 1916 lidí (960 žen a 956 mužů).
 Z celkového počtu obyvatel tvoří asi 45% cizinci – celkem jich zde žije 858.
Z cizinců jsou mezi národnostmi nejvíce zastoupeni Portugalci (239), Srbové (118), Kosovci (90), Francouzi (71) a Němci (63); dále se zde můžeme setkat s Čechy, Slováky, Poláky, Ukrajinci, Rakušany, Albánci, Belgičany, Nizozemci a mnohými jinými národy z celého světa.